# Unité urbaine de Saint-Geniès-de-Malgoirès
L'unité urbaine de Saint-Geniès-de-Malgoirès est une unité urbaine française centrée sur Saint-Geniès-de-Malgoirès. 

## Données générales
En 2010, selon l'Insee, l'unité urbaine de Saint-Geniès-de-Malgoirès est composée de deux communes, toutes situées dans l'arrondissement de Nimes, subdivision administrative du département du Gard.
L'unité urbaine de Saint-Geniès-de-Malgoirès est un pôle urbain de l'aire urbaine de Nîmes. 

## Délimitation de l'unité urbaine de 2010
En 2010, l'INSEE a procédé à une révision des délimitations des unités urbaines de la France ; celle de Saint-Geniès-de-Malgoirès est composée de deux communes. 

### Communes
Liste des communes appartenant à l'unité urbaine de Saint-Geniès-de-Malgoirès selon la nouvelle délimitation de 2010 et sa population municipale en 2010 (liste établie par ordre alphabétique) :
| Nom                       | Code Insee | Département | Statut       | Superficie (km2) | Population (dernière pop. légale) | Densité (hab./km2) | Modifier                                    |
| ------------------------- | ---------- | ----------- | ------------ | ---------------- | --------------------------------- | ------------------ | ------------------------------------------- |
| Montignargues             | 30180      | Gard        | banlieue     | 4,46             | 559 (2022)                        | 125                | modifier les données · modifier les données |
| Saint-Geniès-de-Malgoirès | 30255      | Gard        | ville-centre | 11,54            | 3 172 (2022)                      | 275                | modifier les données · modifier les données |

## Évolution démographique
L'évolution démographique ci-dessous concerne l'unité urbaine selon le périmètre défini en 2010.
| 1968  | 1975  | 1982  | 1990  | 1999  | 2009  | 2012  | 2017  | 2022  |
| ----- | ----- | ----- | ----- | ----- | ----- | ----- | ----- | ----- |
| 1 175 | 1 253 | 1 432 | 1 901 | 2 201 | 3 326 | 3 562 | 3 604 | 3 731 |

## Sources
1. ↑  Unité urbaine 2010 de Saint-Geniès-de-Malgoirès
2. ↑  Unité urbaine de Saint-Geniès-de-Malgoirès selon le nouveau zonage de 2010
3. ↑  « Dossier complet − Unité urbaine 2010 de Saint-Geniès-de-Malgoirès (30110) », sur Insee (consulté le 2 juin 2024).